# Élections sénatoriales françaises de 2026
Pour un article plus général, voir Élections sénatoriales françaises.
Les élections sénatoriales françaises de 2026 visent à renouveler au scrutin indirect la moitié des membres du Sénat, la chambre haute du Parlement français. Elles sont prévues pour septembre 2026.

## Contexte

### Élections sénatoriales de 2023

Composition du Sénat après les élections de 2023.

Les élections sénatoriales de septembre 2023 aboutissent à un affaiblissement de la majorité de la droite et du centre. Les principaux autres groupes stagnent, ce sont donc les groupes mineurs, notamment les écologistes et les indépendants, qui profitent de la recomposition du Sénat. Le Rassemblement national parvient à revenir au sein de la chambre haute dont il était absent depuis 2022 suite au départ de son seul sénateur, Stéphane Ravier, pour Reconquête, en faisant élire 3 sénateurs, ce qui reste néanmoins insuffisant pour former un groupe parlementaire.
Dans sa configuration précédant les élections de 2026, le Sénat est composé de 3 groupes principaux: les Républicains, les Socialistes et l'Union centriste et de 6 groupes mineurs. La chambre haute est ainsi majoritairement orientée à droite et au centre droit, Les Républicains et l'Union centriste détenant à eux seuls 189 des 348 sièges. La principale force d'opposition est incarnée par le groupe socialiste avec 65 sénateurs.

### Élections européennes et législatives de 2024
Les élections européennes de 2024 ont vu l'extrême droite effectuer une percée historique : d'une part le Rassemblement national parvient à dépasser la barre des 30 %, lui permettant ainsi d'obtenir 30 eurodéputés, ce qui en fait la plus grande délégation du Parlement européen, d'autre part Reconquête réussi à dépasser le seuil électoral de 5 %, ce qui lui permet d'être également représenté à Bruxelles et qui aboutit à la création d'un troisième groupe parlementaire d'extrême droite au sein du Parlement européen. En parallèle, la liste de la coalition présidentielle s'effondre par rapport à l'élection précédente, perd près de la moitié de ses députés, et parvient à conserver la deuxième place d'une courte tête. Le soir même de l'annonce des résultats, le président de la République Emmanuel Macron annonce la dissolution de l'Assemblée Nationale et la tenue d'élections législatives anticipées.
Les élections législatives de 2024 ont été marquées par une campagne particulièrement mouvementée aboutissant à de nombreux changements au sein de la classe politique française :

À gauche, les différents partis qui étaient divisés lors des européennes parviennent à se réunir au delà des limites de la NUPES en 2022 et forment ainsi le Nouveau Front Populaire réunissant l'ensemble de la gauche ; cependant, dans le même temps, un certain nombre de cadres de la France insoumise sont purgés du parti et se réunissent pour former l'Après,.

À droite, Les Républicains s'enfoncent dans une crise majeure suite à l'annonce faite par Éric Ciotti, alors président du parti, d'une alliance avec le Rassemblement national, sans en avoir informé, et contre la volonté des autres cadres du parti, aboutissant au départ de Ciotti des Républicains et à la création de l'Union des droites pour la République. Similairement, Marion Maréchal, alors vice-présidente de Reconquête, annonce contre l'avis d'Éric Zemmour, son soutien aux candidats de l'union RN-UDR, ce qui aboutit à son exclusion ainsi qu'à celles de 3 des 4 autres eurodéputés du parti élus quelques jours plus tôt.
À la suite de cette élection, l'Assemblée nationale se retrouve fracturée et sans majorité claire. Malgré un score tout aussi historique que lors des européennes et avoir gagné le vote populaire, le RN et ses alliés ne parviennent pas à obtenir la majorité,. De la même manière, les groupes parlementaires issus du NFP enregistrent une augmentation de leur nombre de sièges, mais ne parviennent pas non plus à obtenir la majorité. Enfin la coalition présidentielle note un recul important, perd sa majorité relative de 2022 et se retrouve obligée de s'appuyer sur les députés Républicains afin de rester la force principale de la chambre basse. Le pays connait alors une période de forte instabilité politique illustrée notamment par la censure du gouvernement Barnier le 4 décembre 2024.

### Élections municipales de 2026
Les élections sénatoriales de 2026 prendront place 6 mois après les municipales de la même année. La très grande majorité des grands électeurs français étant issus des conseils municipaux, leur composition aura dès lors un impact important sur le scrutin sénatorial.

## Modalités

### Dates
Ces élections se tiendront en septembre 2026, les sénateurs étant élus pour une durée de 6 ans et les élections de 2020 ayant eu lieu le 27 septembre.

### Mode de scrutin
Le Sénat français est composé de 348 sièges pourvus au suffrage universel indirect pour une durée de six ans mais renouvelés par moitié tous les trois ans,. Les élections de 2026 visent ainsi à élire les 178 sénateurs correspondant à la série 2.
Les sénateurs sont élus dans des circonscriptions correspondants aux départements. Le système électoral utilisé dépend du nombre de sièges qui y sont à pourvoir.
Dans les circonscriptions désignant un ou deux sénateurs, ceux-ci sont élus au scrutin majoritaire obligatoire à deux tours. Est élu le candidat qui réunit la majorité absolue des suffrages exprimés et les voix d'un quart des électeurs inscrits dans la circonscription. À défaut, un second tour est organisé. Celui qui remporte le plus de voix au second tour est déclaré élu.
Pour les circonscriptions désignant trois sénateurs ou plus, il est fait recours au scrutin proportionnel plurinominal. Les électeurs votent pour des listes de candidats, et les sièges sont répartis après dépouillement des suffrages aux différentes listes en proportion de leurs parts des voix, suivant la règle de la plus forte moyenne, sans panachage ni vote préférentiel,.

### Collège électoral
Les élections sénatoriales sont un scrutin indirect, cela signifie que seuls les grands électeurs sont appelés à voter lors de cette élection.

#### Cas général
Dans les départements français, sont considérés comme grands électeurs:
- les députés et sénateurs ;
- les conseillers régionaux (ou les conseillers des assemblées de Corse, de Guyane ou de Martinique dans chacun de ces cas) ;
- les conseillers départementaux et les conseillers métropolitains de Lyon ;
- les délégués des conseils municipaux. Cette dernière catégorie représente 95 % des grands électeurs[24].

#### Cas particulier des collectivités d'outre-mer
Sont concernées par les élections de 2026 quatre collectivités d'outre-mer : Saint-Barthélemy, Saint-Martin, Wallis-et-Futuna et la Polynésie française. Ces collectivités étant toutes dépourvues de conseils régionaux et départementaux, et les trois premières étant également dépourvues de conseils municipaux, y sont considérés comme grands électeurs,,:
- les députés et sénateurs ;
- les conseillers territoriaux de Saint-Barthélemy et de Saint-Martin, les membres de l'assemblée territoriale de Wallis-et-Futuna et les membres de l'assemblée de la Polynésie française ;
- les délégués des conseils municipaux (uniquement pour la Polynésie française).

#### Cas particulier des français établis hors de France
À chaque élections sénatoriales sont élus 6 sénateurs représentants les français établis hors de France. N'étant représentés par aucun conseil régional, départemental, territorial ou municipal, sont considérés comme grand électeurs:
- les députés et sénateurs ;
- les conseillers des Français de l'étranger ;
- les délégués consulaires.

### Répartition des sénateurs
Le nombre de sénateurs par territoire est défini en fonction de sa population.
| N° | Département             | Sièges |
| -- | ----------------------- | ------ |
| 01 | Ain                     | 3      |
| 02 | Aisne                   | 3      |
| 03 | Allier                  | 2      |
| 04 | Alpes de Haute-Provence | 1      |
| 05 | Hautes-Alpes            | 1      |
| 06 | Alpes-Maritimes         | 5      |
| 07 | Ardèche                 | 2      |
| 08 | Ardennes                | 2      |
| 09 | Ariège                  | 1      |
| 10 | Aube                    | 2      |
| 11 | Aude                    | 2      |
| 12 | Aveyron                 | 2      |
| 13 | Bouches-du-Rhône        | 8      |
| 14 | Calvados                | 3      |
| 15 | Cantal                  | 2      |
| 16 | Charente                | 2      |
| 17 | Charente-Maritime       | 3      |
| 18 | Cher                    | 2      |
| 19 | Corrèze                 | 2      |
| 2A | Corse-du-Sud            | 1      |
| 2B | Haute-Corse             | 1      |
| 21 | Côte-d'Or               | 3      |
| 22 | Côtes-d'Armor           | 3      |
| 23 | Creuse                  | 2      |
| 24 | Dordogne                | 2      |
| 25 | Doubs                   | 3      |
| 26 | Drôme                   | 3      |
| 27 | Eure                    | 3      |
| 28 | Eure-et-Loir            | 3      |
| 29 | Finistère               | 4      |
| 30 | Gard                    | 3      |
| 31 | Haute-Garonne           | 5      |
| 32 | Gers                    | 2      |
| 33 | Gironde                 | 6      |
| 34 | Hérault                 | 4      |
| 35 | Ille-et-Vilaine         | 4      |
| 36 | Indre                   | 2      |

| N° | Départements         | Sièges |
| -- | -------------------- | ------ |
| 37 | Indre-et-Loire       | 3      |
| 38 | Isère                | 5      |
| 39 | Jura                 | 2      |
| 40 | Landes               | 2      |
| 41 | Loir-et-Cher         | 2      |
| 42 | Loire                | 4      |
| 43 | Haute-Loire          | 2      |
| 44 | Loire-Atlantique     | 5      |
| 45 | Loiret               | 3      |
| 46 | Lot                  | 2      |
| 47 | Lot-et-Garonne       | 2      |
| 48 | Lozère               | 1      |
| 49 | Maine-et-Loire       | 4      |
| 50 | Manche               | 3      |
| 51 | Marne                | 3      |
| 52 | Haute-Marne          | 2      |
| 53 | Mayenne              | 2      |
| 54 | Meurthe-et-Moselle   | 4      |
| 55 | Meuse                | 2      |
| 56 | Morbihan             | 3      |
| 57 | Moselle              | 5      |
| 58 | Nièvre               | 2      |
| 59 | Nord                 | 11     |
| 60 | Oise                 | 4      |
| 61 | Orne                 | 2      |
| 62 | Pas-de-Calais        | 7      |
| 63 | Puy-de-Dôme          | 3      |
| 64 | Pyrénées-Atlantiques | 3      |
| 65 | Hautes-Pyrénées      | 2      |
| 66 | Pyrénées-Orientales  | 2      |
| 67 | Bas-Rhin             | 5      |
| 68 | Haut-Rhin            | 4      |
| 69 | Rhône                | 7      |
| 70 | Haute-Saône          | 2      |
| 71 | Saône-et-Loire       | 3      |
| 72 | Sarthe               | 3      |
| 73 | Savoie               | 2      |

| N°  | Départements                   | Sièges |
| --- | ------------------------------ | ------ |
| 74  | Haute-Savoie                   | 3      |
| 75  | Paris                          | 12     |
| 76  | Seine-Maritime                 | 6      |
| 77  | Seine-et-Marne                 | 6      |
| 78  | Yvelines                       | 6      |
| 79  | Deux-Sèvres                    | 2      |
| 80  | Somme                          | 3      |
| 81  | Tarn                           | 2      |
| 82  | Tarn-et-Garonne                | 2      |
| 83  | Var                            | 4      |
| 84  | Vaucluse                       | 3      |
| 85  | Vendée                         | 3      |
| 86  | Vienne                         | 2      |
| 87  | Haute-Vienne                   | 2      |
| 88  | Vosges                         | 2      |
| 89  | Yonne                          | 2      |
| 90  | Territoire de Belfort          | 1      |
| 91  | Essonne                        | 5      |
| 92  | Hauts-de-Seine                 | 7      |
| 93  | Seine-Saint-Denis              | 6      |
| 94  | Val-de-Marne                   | 6      |
| 95  | Val-d'Oise                     | 5      |
| 971 | Guadeloupe                     | 3      |
| 972 | Martinique                     | 2      |
| 973 | Guyane                         | 2      |
| 974 | La Réunion                     | 4      |
| 975 | Saint-Pierre-et-Miquelon       | 1      |
| 976 | Mayotte                        | 2      |
| 977 | Saint-Barthélemy               | 1      |
| 978 | Saint-Martin                   | 1      |
| 986 | Wallis et Futuna               | 1      |
| 987 | Polynésie française            | 2      |
| 988 | Nouvelle-Calédonie             | 2      |
|     | Français de l'étranger série 1 | 6      |
|     | Français de l'étranger série 2 | 6      |
|     | TOTAL                          | 348    |

- Série 2 avec scrutin majoritaire.
- Série 2 avec scrutin proportionnel.
- Série 1 (non concernée par l'élection de 2026).

## Résultats

### Sièges par groupe
|                        |                                                                    |             |        |        |             |               |
| Groupes parlementaires | Groupes parlementaires                                             | Sièges      | Sièges | Sièges | Sièges      | Sièges        |
| Groupes parlementaires | Groupes parlementaires                                             | Total avant | En jeu | Élus   | Total après | +/-           |
|                        | Les Républicains (REP)                                             | 130         | 77     |        |             |               |
|                        | Socialiste, écologiste et républicain (SER)                        | 65          | 31     |        |             |               |
|                        | Union centriste (UC)                                               | 59          | 30     |        |             |               |
|                        | Les Indépendants – République et territoires (LIRT)                | 20          | 9      |        |             |               |
|                        | Rassemblement des démocrates, progressistes et indépendants (RDPI) | 19          | 11     |        |             |               |
|                        | Communiste Républicain Citoyen et Écologiste – Kanaky (CRCE-K)     | 18          | 4      |        |             |               |
|                        | Écologiste, solidarités et territoires (GEST)                      | 16          | 7      |        |             |               |
|                        | Rassemblement démocratique et social européen (RDSE)               | 16          | 8      |        |             |               |
|                        | Non-inscrits (RASNAG)                                              | 4           | 1      |        |             |               |
|                        |                                                                    |             |        |        |             |               |
| Total                  | Total                                                              | 348         | 178    | 178    | 348         | en stagnation |

### Présidences de groupes
| Groupes parlementaires | Groupes parlementaires                                             | Présidents de groupe           | Présidents de groupe |
| Groupes parlementaires | Groupes parlementaires                                             | Sortants                       | Élus                 |
| ---------------------- | ------------------------------------------------------------------ | ------------------------------ | -------------------- |
|                        | Les Républicains (REP)                                             | Mathieu Darnaud                |                      |
|                        | Socialiste, écologiste et républicain (SER)                        | Patrick Kanner                 |                      |
|                        | Union centriste (UC)                                               | Hervé Marseille                |                      |
|                        | Les Indépendants – République et territoires (LIRT)                | Claude Malhuret                |                      |
|                        | Rassemblement des démocrates, progressistes et indépendants (RDPI) | François Patriat               |                      |
|                        | Communiste Républicain Citoyen et Écologiste – Kanaky (CRCE-K)     | Cécile Cukierman               |                      |
|                        | Écologiste, solidarités et territoires (GEST)                      | Guillaume Gontard              |                      |
|                        | Rassemblement démocratique et social européen (RDSE)               | Maryse Carrère                 |                      |
|                        | Non-inscrits (RASNAG)                                              | Délégué : Christopher Szczurek |                      |
|                        |                                                                    |                                |                      |
| Président du Sénat     | Président du Sénat                                                 | Gérard Larcher (LR)            |                      |

### Résultats par département
| N°  | Département                     | Sénateur sortant          | Groupe | Groupe | Candidat élu ou réélu | Groupe | Groupe |
| --- | ------------------------------- | ------------------------- | ------ | ------ | --------------------- | ------ | ------ |
| 01  | Ain                             | Florence Blatrix-Contat   |        | SER    |                       |        |        |
| 01  | Ain                             | Patrick Chaize            |        | REP    |                       |        |        |
| 01  | Ain                             | Sylvie Goy-Chavent        |        | REP    |                       |        |        |
| 02  | Aisne                           | Pascale Gruny             |        | REP    |                       |        |        |
| 02  | Aisne                           | Antoine Lefèvre           |        | REP    |                       |        |        |
| 02  | Aisne                           | Pierre-Jean Verzelen      |        | LIRT   |                       |        |        |
| 03  | Allier                          | Claude Malhuret           |        | LIRT   |                       |        |        |
| 03  | Allier                          | Bruno Rojouan             |        | REP    |                       |        |        |
| 04  | Alpes-de-Haute-Provence         | Jean-Yves Roux            |        | RDSE   |                       |        |        |
| 05  | Hautes-Alpes                    | Jean-Michel Arnaud        |        | UC     |                       |        |        |
| 06  | Alpes-Maritimes                 | Alexandra Borchio-Fontimp |        | REP    |                       |        |        |
| 06  | Alpes-Maritimes                 | Jean-Marc Delia           |        | REP    |                       |        |        |
| 06  | Alpes-Maritimes                 | Patricia Demas            |        | REP    |                       |        |        |
| 06  | Alpes-Maritimes                 | Dominique Estrosi Sassone |        | REP    |                       |        |        |
| 06  | Alpes-Maritimes                 | Henri Leroy               |        | REP    |                       |        |        |
| 07  | Ardèche                         | Mathieu Darnaud           |        | REP    |                       |        |        |
| 07  | Ardèche                         | Anne Ventalon             |        | REP    |                       |        |        |
| 08  | Ardennes                        | Else Joseph               |        | REP    |                       |        |        |
| 08  | Ardennes                        | Marc Laménie              |        | LIRT   |                       |        |        |
| 09  | Ariège                          | Jean-Jacques Michau       |        | SER    |                       |        |        |
| 10  | Aube                            | Vanina Paoli-Gagin        |        | LIRT   |                       |        |        |
| 10  | Aube                            | Évelyne Perrot            |        | UC     |                       |        |        |
| 11  | Aude                            | Gisèle Jourda             |        | SER    |                       |        |        |
| 11  | Aude                            | Sébastien Pla             |        | SER    |                       |        |        |
| 12  | Aveyron                         | Jean-Claude Anglars       |        | REP    |                       |        |        |
| 12  | Aveyron                         | Alain Marc                |        | LIRT   |                       |        |        |
| 13  | Bouches-du-Rhône                | Jérémy Bacchi             |        | CRCE-K |                       |        |        |
| 13  | Bouches-du-Rhône                | Guy Benarroche            |        | GEST   |                       |        |        |
| 13  | Bouches-du-Rhône                | Valérie Boyer             |        | REP    |                       |        |        |
| 13  | Bouches-du-Rhône                | Marie-Arlette Carlotti    |        | SER    |                       |        |        |
| 13  | Bouches-du-Rhône                | Brigitte Devésa           |        | UC     |                       |        |        |
| 13  | Bouches-du-Rhône                | Mireille Jouve            |        | RDSE   |                       |        |        |
| 13  | Bouches-du-Rhône                | Stéphane Le Rudulier      |        | REP    |                       |        |        |
| 13  | Bouches-du-Rhône                | Stéphane Ravier           |        | RASNAG |                       |        |        |
| 14  | Calvados                        | Pascal Allizard           |        | REP    |                       |        |        |
| 14  | Calvados                        | Corinne Féret             |        | SER    |                       |        |        |
| 14  | Calvados                        | Sonia de La Provôté       |        | UC     |                       |        |        |
| 15  | Cantal                          | Bernard Delcros           |        | UC     |                       |        |        |
| 15  | Cantal                          | Stéphane Sautarel         |        | REP    |                       |        |        |
| 16  | Charente                        | François Bonneau          |        | UC     |                       |        |        |
| 16  | Charente                        | Nicole Bonnefoy           |        | SER    |                       |        |        |
| 17  | Charente-Maritime               | Corinne Imbert            |        | REP    |                       |        |        |
| 17  | Charente-Maritime               | Daniel Laurent            |        | REP    |                       |        |        |
| 17  | Charente-Maritime               | Mickaël Vallet            |        | SER    |                       |        |        |
| 18  | Cher                            | Rémy Pointereau           |        | REP    |                       |        |        |
| 18  | Cher                            | Marie-Pierre Richer       |        | REP    |                       |        |        |
| 19  | Corrèze                         | Daniel Chasseing          |        | LIRT   |                       |        |        |
| 19  | Corrèze                         | Claude Nougein            |        | REP    |                       |        |        |
| 2A  | Corse-du-Sud                    | Jean-Jacques Panunzi      |        | REP    |                       |        |        |
| 2B  | Haute-Corse                     | Paul-Toussaint Parigi     |        | UC     |                       |        |        |
| 21  | Côte-d'Or                       | Alain Houpert             |        | REP    |                       |        |        |
| 21  | Côte-d'Or                       | Anne-Catherine Loisier    |        | UC     |                       |        |        |
| 21  | Côte-d'Or                       | François Patriat          |        | RDPI   |                       |        |        |
| 22  | Côtes-d'Armor                   | Alain Cadec               |        | REP    |                       |        |        |
| 22  | Côtes-d'Armor                   | Gérard Lahellec           |        | CRCE-K |                       |        |        |
| 22  | Côtes-d'Armor                   | Annie Le Houérou          |        | SER    |                       |        |        |
| 23  | Creuse                          | Éric Jeansannetas         |        | SER    |                       |        |        |
| 23  | Creuse                          | Jean-Jacques Lozach       |        | SER    |                       |        |        |
| 24  | Dordogne                        | Serge Mérillou            |        | SER    |                       |        |        |
| 24  | Dordogne                        | Marie-Claude Varaillas    |        | CRCE-K |                       |        |        |
| 25  | Doubs                           | Jacques Grosperrin        |        | REP    |                       |        |        |
| 25  | Doubs                           | Annick Jacquemet          |        | UC     |                       |        |        |
| 25  | Doubs                           | Jean-François Longeot     |        | UC     |                       |        |        |
| 26  | Drôme                           | Gilbert Bouchet           |        | REP    |                       |        |        |
| 26  | Drôme                           | Bernard Buis              |        | RDPI   |                       |        |        |
| 26  | Drôme                           | Marie-Pierre Monier       |        | SER    |                       |        |        |
| 27  | Eure                            | Nicole Duranton           |        | RDPI   |                       |        |        |
| 27  | Eure                            | Hervé Maurey              |        | UC     |                       |        |        |
| 27  | Eure                            | Kristina Pluchet          |        | REP    |                       |        |        |
| 28  | Eure-et-Loir                    | Chantal Deseyne           |        | REP    |                       |        |        |
| 28  | Eure-et-Loir                    | Daniel Guéret             |        | REP    |                       |        |        |
| 28  | Eure-et-Loir                    | Albéric de Montgolfier    |        | REP    |                       |        |        |
| 29  | Finistère                       | Michel Canévet            |        | UC     |                       |        |        |
| 29  | Finistère                       | Jean-Luc Fichet           |        | SER    |                       |        |        |
| 29  | Finistère                       | Nadège Havet              |        | RDPI   |                       |        |        |
| 29  | Finistère                       | Philippe Paul             |        | REP    |                       |        |        |
| 30  | Gard                            | Denis Bouad               |        | SER    |                       |        |        |
| 30  | Gard                            | Laurent Burgoa            |        | REP    |                       |        |        |
| 30  | Gard                            | Vivette Lopez             |        | REP    |                       |        |        |
| 31  | Haute-Garonne                   | Alain Chatillon           |        | REP    |                       |        |        |
| 31  | Haute-Garonne                   | Pierre Médevielle         |        | LIRT   |                       |        |        |
| 31  | Haute-Garonne                   | Brigitte Micouleau        |        | REP    |                       |        |        |
| 31  | Haute-Garonne                   | Émilienne Poumirol        |        | SER    |                       |        |        |
| 31  | Haute-Garonne                   | Claude Raynal             |        | SER    |                       |        |        |
| 32  | Gers                            | Alain Duffourg            |        | UC     |                       |        |        |
| 32  | Gers                            | Franck Montaugé           |        | SER    |                       |        |        |
| 33  | Gironde                         | Alain Cazabonne           |        | UC     |                       |        |        |
| 33  | Gironde                         | Mireille Conte-Jaubert    |        | RDSE   |                       |        |        |
| 33  | Gironde                         | Hervé Gillé               |        | SER    |                       |        |        |
| 33  | Gironde                         | Laurence Harribey         |        | SER    |                       |        |        |
| 33  | Gironde                         | Florence Lassarade        |        | REP    |                       |        |        |
| 33  | Gironde                         | Monique de Marco          |        | GEST   |                       |        |        |
| 34  | Hérault                         | Christian Bilhac          |        | RDSE   |                       |        |        |
| 34  | Hérault                         | Hussein Bourgi            |        | SER    |                       |        |        |
| 34  | Hérault                         | Henri Cabanel             |        | RDSE   |                       |        |        |
| 34  | Hérault                         | Jean-Pierre Grand         |        | LIRT   |                       |        |        |
| 35  | Ille-et-Vilaine                 | Dominique de Legge        |        | REP    |                       |        |        |
| 35  | Ille-et-Vilaine                 | Anne-Sophie Patru         |        | UC     |                       |        |        |
| 35  | Ille-et-Vilaine                 | Sylvie Robert             |        | SER    |                       |        |        |
| 35  | Ille-et-Vilaine                 | Daniel Salmon             |        | GEST   |                       |        |        |
| 36  | Indre                           | Nadine Bellurot           |        | REP    |                       |        |        |
| 36  | Indre                           | Frédérique Gerbaud        |        | REP    |                       |        |        |
| 67  | Bas-Rhin                        | Jacques Fernique          |        | GEST   |                       |        |        |
| 67  | Bas-Rhin                        | Claude Kern               |        | UC     |                       |        |        |
| 67  | Bas-Rhin                        | Laurence Muller-Bronn     |        | REP    |                       |        |        |
| 67  | Bas-Rhin                        | André Reichardt           |        | REP    |                       |        |        |
| 67  | Bas-Rhin                        | Elsa Schalck              |        | REP    |                       |        |        |
| 68  | Haut-Rhin                       | Sabine Drexler            |        | REP    |                       |        |        |
| 68  | Haut-Rhin                       | Ludovic Haye              |        | UC     |                       |        |        |
| 68  | Haut-Rhin                       | Christian Klinger         |        | REP    |                       |        |        |
| 68  | Haut-Rhin                       | Patricia Schillinger      |        | RDPI   |                       |        |        |
| 69  | Rhône et métropole de Lyon      | Étienne Blanc             |        | REP    |                       |        |        |
| 69  | Rhône et métropole de Lyon      | Gilbert-Luc Devinaz       |        | SER    |                       |        |        |
| 69  | Rhône et métropole de Lyon      | Catherine Di Folco        |        | REP    |                       |        |        |
| 69  | Rhône et métropole de Lyon      | Thomas Dossus             |        | GEST   |                       |        |        |
| 69  | Rhône et métropole de Lyon      | Bernard Fialaire          |        | RDSE   |                       |        |        |
| 69  | Rhône et métropole de Lyon      | Raymonde Poncet-Monge     |        | GEST   |                       |        |        |
| 69  | Rhône et métropole de Lyon      | Paul Vidal                |        | REP    |                       |        |        |
| 70  | Haute-Saône                     | Alain Joyandet            |        | REP    |                       |        |        |
| 70  | Haute-Saône                     | Olivier Rietmann          |        | REP    |                       |        |        |
| 71  | Saône-et-Loire                  | Jérôme Durain             |        | SER    |                       |        |        |
| 71  | Saône-et-Loire                  | Fabien Genet              |        | REP    |                       |        |        |
| 71  | Saône-et-Loire                  | Marie Mercier             |        | REP    |                       |        |        |
| 72  | Sarthe                          | Thierry Cozic             |        | SER    |                       |        |        |
| 72  | Sarthe                          | Louis-Jean de Nicolaÿ     |        | REP    |                       |        |        |
| 72  | Sarthe                          | Jean Pierre Vogel         |        | REP    |                       |        |        |
| 73  | Savoie                          | Martine Berthet           |        | REP    |                       |        |        |
| 73  | Savoie                          | Cédric Vial               |        | REP    |                       |        |        |
| 74  | Haute-Savoie                    | Loïc Hervé                |        | UC     |                       |        |        |
| 74  | Haute-Savoie                    | Sylviane Noël             |        | REP    |                       |        |        |
| 74  | Haute-Savoie                    | Cyril Pellevat            |        | LIRT   |                       |        |        |
| 76  | Seine-Maritime                  | Céline Brulin             |        | CRCE-K |                       |        |        |
| 76  | Seine-Maritime                  | Agnès Canayer             |        | REP    |                       |        |        |
| 76  | Seine-Maritime                  | Patrick Chauvet           |        | UC     |                       |        |        |
| 76  | Seine-Maritime                  | Didier Marie              |        | SER    |                       |        |        |
| 76  | Seine-Maritime                  | Pascal Martin             |        | UC     |                       |        |        |
| 76  | Seine-Maritime                  | Catherine Morin-Desailly  |        | UC     |                       |        |        |
| 79  | Deux-Sèvres                     | Gilbert Favreau           |        | REP    |                       |        |        |
| 79  | Deux-Sèvres                     | Philippe Mouiller         |        | REP    |                       |        |        |
| 80  | Somme                           | Rémi Cardon               |        | SER    |                       |        |        |
| 80  | Somme                           | Stéphane Demilly          |        | UC     |                       |        |        |
| 80  | Somme                           | Laurent Somon             |        | REP    |                       |        |        |
| 81  | Tarn                            | Philippe Folliot          |        | UC     |                       |        |        |
| 81  | Tarn                            | Marie-Lise Housseau       |        | UC     |                       |        |        |
| 82  | Tarn-et-Garonne                 | François Bonhomme         |        | REP    |                       |        |        |
| 82  | Tarn-et-Garonne                 | Pierre-Antoine Lévi       |        | UC     |                       |        |        |
| 83  | Var                             | Jean Bacci                |        | REP    |                       |        |        |
| 83  | Var                             | Michel Bonnus             |        | REP    |                       |        |        |
| 83  | Var                             | Françoise Dumont          |        | REP    |                       |        |        |
| 83  | Var                             | André Guiol               |        | RDSE   |                       |        |        |
| 84  | Vaucluse                        | Jean-Baptiste Blanc       |        | REP    |                       |        |        |
| 84  | Vaucluse                        | Alain Milon               |        | REP    |                       |        |        |
| 84  | Vaucluse                        | Lucien Stanzione          |        | SER    |                       |        |        |
| 85  | Vendée                          | Annick Billon             |        | UC     |                       |        |        |
| 85  | Vendée                          | Brigitte Hybert           |        | REP    |                       |        |        |
| 85  | Vendée                          | Didier Mandelli           |        | REP    |                       |        |        |
| 86  | Vienne                          | Bruno Belin               |        | REP    |                       |        |        |
| 86  | Vienne                          | Marie-Jeanne Bellamy      |        | REP    |                       |        |        |
| 87  | Haute-Vienne                    | Isabelle Briquet          |        | SER    |                       |        |        |
| 87  | Haute-Vienne                    | Christian Redon-Sarrazy   |        | SER    |                       |        |        |
| 88  | Vosges                          | Daniel Gremillet          |        | REP    |                       |        |        |
| 88  | Vosges                          | Jean Hingray              |        | UC     |                       |        |        |
| 89  | Yonne                           | Jean-Baptiste Lemoyne     |        | RDPI   |                       |        |        |
| 89  | Yonne                           | Dominique Vérien          |        | UC     |                       |        |        |
| 90  | Territoire de Belfort           | Cédric Perrin             |        | REP    |                       |        |        |
| 973 | Guyane                          | Georges Patient           |        | RDPI   |                       |        |        |
| 973 | Guyane                          | Marie-Laure Phinéra-Horth |        | RDPI   |                       |        |        |
| 977 | Saint-Barthélemy                | Micheline Jacques         |        | REP    |                       |        |        |
| 978 | Saint-Martin                    | Annick Petrus             |        | REP    |                       |        |        |
| 986 | Wallis-et-Futuna                | Mikaele Kulimoetoke       |        | RDPI   |                       |        |        |
| 987 | Polynésie française             | Teva Rohfritsch           |        | RDPI   |                       |        |        |
| 987 | Polynésie française             | Lana Tetuanui             |        | UC     |                       |        |        |
| NC  | Français établis hors de France | Sophie Briante Guillemont |        | RDSE   |                       |        |        |
| NC  | Français établis hors de France | Olivier Cadic             |        | UC     |                       |        |        |
| NC  | Français établis hors de France | Samantha Cazebonne        |        | RDPI   |                       |        |        |
| NC  | Français établis hors de France | Yan Chantrel              |        | SER    |                       |        |        |
| NC  | Français établis hors de France | Christophe-André Frassa   |        | REP    |                       |        |        |
| NC  | Français établis hors de France | Mélanie Vogel             |        | GEST   |                       |        |        |